# Olallamys edax
Espèce
Statut de conservation UICN

 DD  : Données insuffisantes
Olallamys edax est une espèce de mammifères rongeurs de la famille des Echimyidae. Ce rongeur est localisé en Colombie et au Venezuela.
Cette espèce a été décrite pour la première fois en 1916 par le zoologiste britannique Michael Rogers Oldfield Thomas (1858-1929). 